# آرویو تروپا ویجا
آرویو تروپا ویجا (به لاتین: Arroyo Tropa Vieja) یک رود در اروگوئه است که در بخش کنلونس واقع شده‌است.